# Vincenzo Millico
Vincenzo Millico (ur. 12 sierpnia 2000 w Turynie) – włoski piłkarz, występujący na pozycji napastnika we włoskim klubie Cagliari Calcio. Wychowanek Juventusu, w trakcie swojej kariery grał także we Frosinone oraz Cosenzie Calcio. Młodzieżowy reprezentant Włoch.